# Hřbitov zahraničních protestantů
Hřbitov zahraničních protestantů (francouzsky Cimetière des protestants étrangers), též cimetière Saint-Louis (hřbitov sv. Ludvíka) je bývalý hřbitov určený k pohřbívání protestantů zahraničního původu, který se nacházel v Paříži na Rue de la Grange-aux-Belles v 10. obvodu.

## Historie
Když byl v roce 1762 uzavřen hřbitov u Porte Saint-Martin, byl nahrazen jiným hřbitovem, který se nacházel v neoblíbené oblasti poblíž druhé šibenice Montfaucon a velké silnice, která k němu byla připojena.
Rozkládal se na ploše 565 sáhů a nacházel se na rohu rue des Écluses-Saint-Martin a rue de la Grange-aux-Belles. Rozkládal se podél domů č. 47, 45, 43 a 41 na rue de la Grange-aux-Belles a č. 1 na rue des Écluses-Saint-Martin. Nejspíš zde byly pohřbeny oběti morových epidemií z let 1619 a 1702, kdy hřbitov nedaleké nemocnice Saint-Louis nestačil.
Hřbitov měl dvě části oddělené zdí. Na straně u č. 47 a 45 rue de la Grange-aux-Belles a u č. 1 rue des Écluses-Saint-Martin byl dlážděný dvůr s domovem správce. Druhá, větší část, u č. 43 a 41 na Rue de la Grange-aux-Belles byla osázená ovocnými stromy a tvořila skutečný hřbitov, kde čtyři uličky ve tvaru kříže vymezovaly čtyři plochy, na kterých rodina správce Corroye pěstovala zeleninu, chřest a artyčoky.
Francouzská revoluce přinesla svobodu náboženského vyznání a hřbitov se stal zbytečným po přijetí zákona ze září 1792 o matrikách. Hřbitov byl v roce 1794 pronajat za 400 livrů rodině Corroy, která jej v roce 1796 koupila za 15 100 livrů, což bylo v rozporu se zákonem z května 1791, který stanovil, že půdu nepoužívaných hřbitovů nelze uvést na trh dříve než za deset let po tomto vyřazení z provozu.

## Pohřbené osobnosti
- John Paul Jones, námořní důstojník